# Ван-Бьюрен (Арканзас)
Ван-Бьюрен (англ. Van Buren, Arkansas; произносится как væn ˈbjʊərən) — город, расположенный в округе Крофорд (штат Арканзас, США) с населением в 21 249 человек по статистическим данным 2005 года.
Является административным центром округа Крофорд. По численности населения Ван-Бьюрен занимает 19-е место среди всех населённых пунктов Арканзаса.

## История

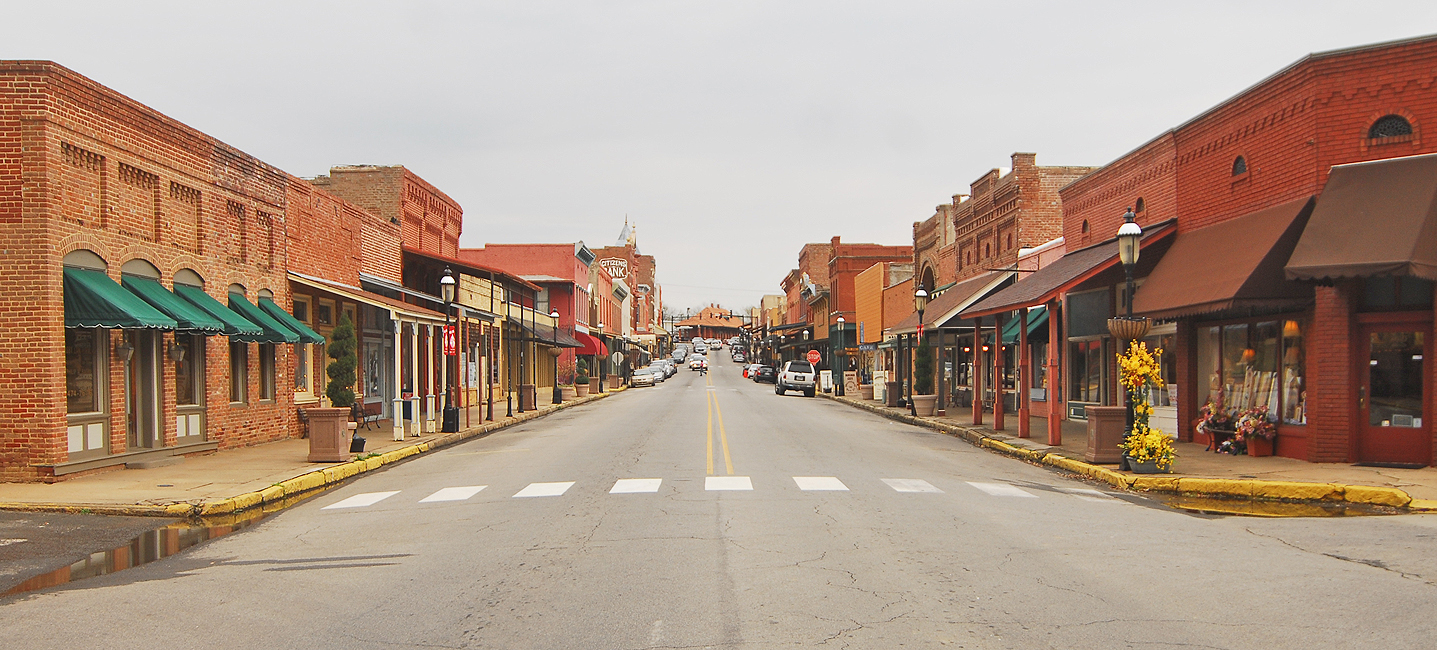
Исторический центр города

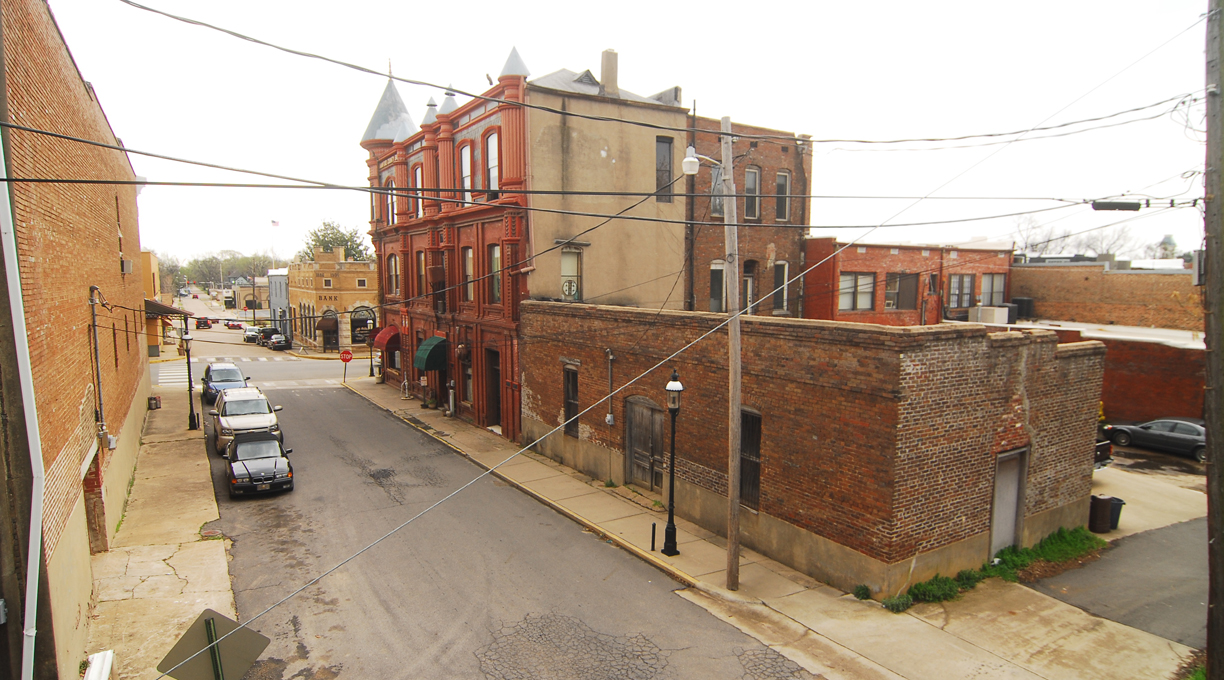
Задняя часть здания в викторианском стиле

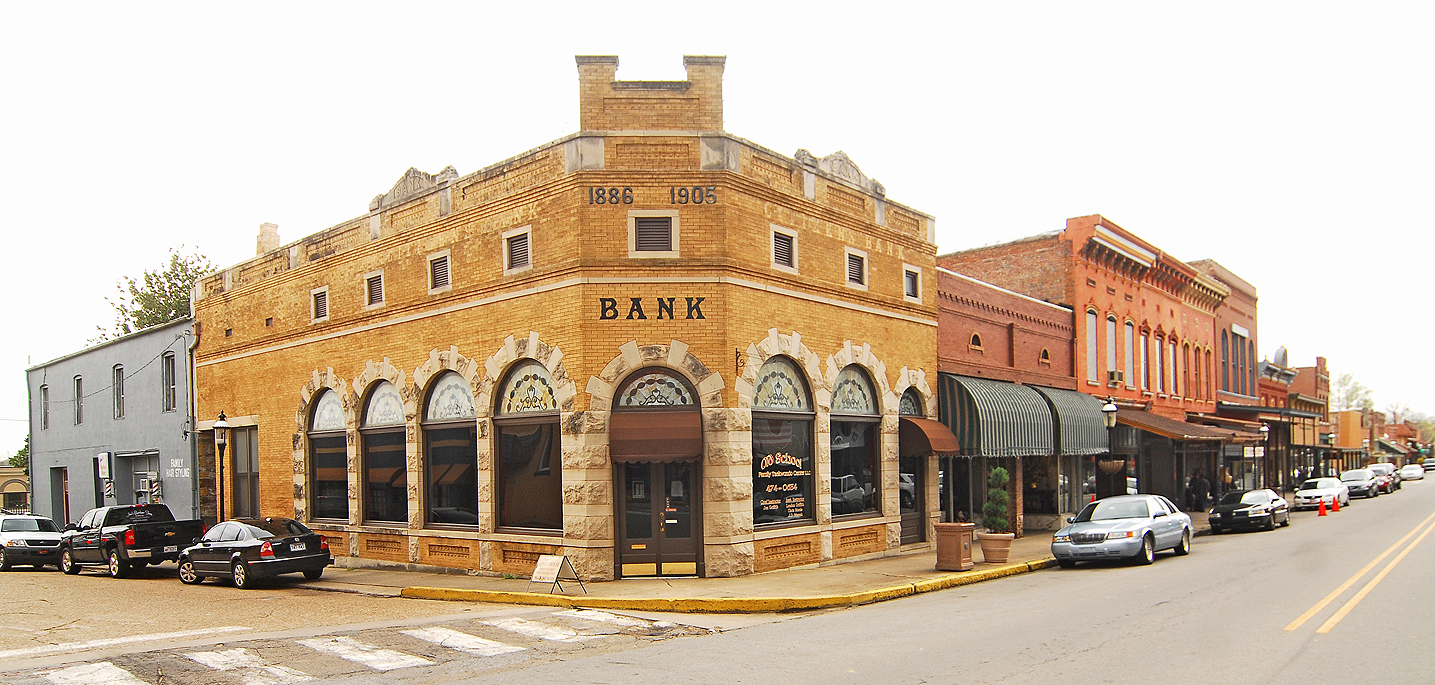
Часть исторического центра города

### Раннее поселение
Населённый пункт на месте будущего города был основан в 1818 году первопроходцами Дэвидом Бойдом и Томасом Мартином. После образования в 1819 году Территории Арканзас поселенцы Даниэль и Томас Филлипсы построили лесной склад для снабжения топливом проходящие мимо речные суда. В 1831 году в посёлке был открыт офис Почтовой службы США и населённый пункт, к тому времени известный под именем «Филлипс-Лэндинг», был переименован в честь Государственного секретаря США Мартина Ван Бюрена, ставшего впоследствии восьмым президентом Соединённых Штатов.
Позднее два компаньона, Дэвид Томпсон и Джон Дреннер, выкупили кусок земли близ населённого пункта за 11 тысяч долларов США и за свой счёт построили здание суда с условием, что Ван-Бьюрен станет административным центром нового округа.

### Город
Ван-Бьюрен получил статус города 24 декабря 1842 года.

### Сражение при Ван-Бьюрене, 1862 год
7 декабря 1862 года при Ван-Бьюрене вдоль реки Арканзас произошло сражение между военными частями союзников и конфедератов, в результате которого войска КША потерпели поражение и отошли на юг через реку Арканзас. По сообщению генерала Сэмюэла Р. Кёртиса союзники захватили военнопленными около ста человек.

### Торнадо 1996 года
21 апреля 1996 года в 23:12 местного времени на города Форт-Смит и Ван-Бьюрен обрушился торнадо, имевший категорию F3 по шкале классификации Фудзиты-Пирсона и нанёсший значительный ущерб обоим городам.
Торнадо возник в восточной части штата Оклахома, дошёл до западной окраины Форт-Смита в районе слияния рек Арканзас и Пото, убил двоих, ранил 89 человек, причив ущерба на сумму в 300 миллионов долларов США. Затем стихия двинулась в северо-западном направлении, прошла промышленный и жилой массивы Форт-Смита, снова пересекла реку Арканзас и вступила в западную часть города Ван-Бьюрен. В общей сложности торнадо повредил и разрушил более 1800 домов, большая часть из которых находилась в Ван-Бьюрене.

## География
По данным Бюро переписи населения США город Ван-Бьюрен имеет общую площадь в 41,18 квадратных километров, из которых 39,11 кв. километров занимает земля и 2,07 кв. километров — вода. Площадь водных ресурсов округа составляет 5,03 % от всей его площади.
Ван-Бьюрен расположен на высоте 122 метров над уровнем моря.

## Демография
По данным переписи населения 2000 года в Ван-Бьюрене проживало 18 986 человек, 5182 семьи, насчитывалось 6947 домашних хозяйств и 7427 жилых домов. Средняя плотность населения составляла около 517,0 человек на один квадратный километр. Расовый состав Ван-Бьюрена по данным переписи распределился следующим образом: 87,37 % белых, 1,64 % — чёрных или афроамериканцев, 1,96 % — коренных американцев, 2,82 % — азиатов, 3,03 % — представителей смешанных рас, 3,17 % — других народностей. Испаноговорящие составили 6,04 % от всех жителей города.
Из 6947 домашних хозяйств в 40,4 % воспитывали детей в возрасте до 18 лет, 56,2 % представляли собой совместно проживающие супружеские пары, в 14,7 % семей женщины проживали без мужей, 25,4 % не имели семей. 21,7 % от общего числа семей на момент переписи жили самостоятельно, при этом в 8,2 % среди жителей в возрасте 65 лет отсутствовали одиночки. Средний размер домашнего хозяйства составил 2,67 человек, а средний размер семьи — 3,12 человек.
Население города по возрастному диапазону по данным переписи 2000 года распределилось следующим образом: 29,6 % — жители младше 18 лет, 9,0 % — между 18 и 24 годами, 30,7 % — от 25 до 44 лет, 20,1 % — от 45 до 64 лет и 10,6 % — в возрасте 65 лет и старше. Средний возраст жителей составил 33 года. На каждые 100 женщин в Ван-Бьюрене приходилось 92,0 мужчин, при этом на каждые сто женщин 18 лет и старше приходилось 86,8 мужчин также старше 18 лет.
Средний доход на одно домашнее хозяйство в городе составил 33 608 долларов США, а средний доход на одну семью — 37 198 долларов. При этом мужчины имели средний доход в 28 798 долларов США в год против 21 201 доллар среднегодового дохода у женщин. Доход на душу населения в городе составил 14 948 долларов в год. 13,5 % от всего числа семей в округе и 16,7 % от всей численности населения находилось на момент переписи населения за чертой бедности, при этом 24,4 % из них были моложе 18 лет и 13,0 % — в возрасте 65 лет и старше.

## Известные уроженцы и жители
- Боб Бёрнс — актёр комедийного жанра
- Джон Деуис — бывший член Палаты представителей США от штата Северная Каролина